# Pematang Riding
Pematang Riding is een bestuurslaag in het regentschap Seluma van de provincie Bengkulu, Indonesië. Pematang Riding telt 930 inwoners (volkstelling 2010).